# Панце
Панце (на словенски: Pance) е село в Словения, регион Средна Словения, община Любляна. Според Националната статистическа служба на Република Словения през 2015 г. селото има 94 жители.